# アクロン (飛行船)
| USS Akron (ZRS-4) |                                                  |
| 艦歴              |                                                  |
| 発注              | 1928年10月6日                                    |
| 起工              | 1929年10月31日                                   |
| 進水              | 1931年8月8日                                     |
| 就役              | 1931年10月27日                                   |
| 退役              |                                                  |
| その後            | 1933年4月4日に事故で喪失                         |
| 性能諸元          |                                                  |
| 重量              | 100トン（221,000ポンド）                         |
| 体積              | 180,000m3（6,500,000ft3）                        |
| 全長              | 240m (785ft)                                     |
| 直径              | 40m (132.5ft)                                    |
| 全高              | 46m (152.5ft)                                    |
| 機関              | ガソリンエンジン 560hp 8基                       |
| 速度              | 巡航速度：90km/h (50kt) 最大速度：130km/h (72kt) |
| 航続距離          | 19,594km（10,580マイル）                         |
| 乗員              | 士官、兵員89名                                   |
| 兵装              | M1918 7.62mm自動小銃 単装 7基                    |
| 航空機            | 4機                                              |

アクロン (USS Akron, ZRS-4) は、1930年代にアメリカ海軍が運用した硬式飛行船である。
船名は、建造を担当したグッドイヤー社の本社が存在する都市名（オハイオ州アクロン）に因む。

## 概要
第一次世界大戦前後の時期の航空機は、おしなべて航続距離が短く、貨物搭載量も限られていたため、これらのデメリットを解消すべく、飛行船の軍事利用が模索されていた。そうした背景の中、アクロン号は現代の早期警戒機に近い構想に基づき建造された。
硬式飛行船であったアクロン号の全長は240m（当時米海軍で最大だったコロラド級戦艦でさえ全長190ｍであった）に達し、ガスの総容積は18万4,000m3に達した。ガスはヘリウムが用いられている。偵察能力を向上させるために、航空機を5機搭載していたほか、洋上（地上）からの攻撃を避けるために、偵察要員を乗せたゴンドラ部分だけを上空から数百m下方へ降ろす装置も搭載されていた。
本船最大の特徴として、同形船のメイコン号に同じく、偵察用途ではあるが航空機を搭載し、空中での離着艦が可能な機構を装備していたことが挙げられる。仮に航空母艦として分類すれば、きわめて特殊な数少ない船舶以外の空母の一つとなる。搭載機はカーチス・ライト社製F9Cスパローホークで、複葉・単発のプロペラ機であり、7.62mm機銃で武装していた。F9Cは翼の上部に離着艦時に用いる特殊な装置を備えており、“パラサイト・ファイター”と呼ばれるもので、アクロン、メイコン専用の機体であった。
アクロンは固定武装としてブローニングM1918自動小銃装備の単装銃座を船体各所に計7基備えていた。

## 運用とその後
アクロン号は1931年に就役したが、翌1932年には2度の破損事故を起こし、それぞれ2/1ヶ月の修理を余儀なくされた。さらに地上作業員2名が死亡する事故も発生させており、実際の運用では突風による問題が多いことが認識された。
続く1933年4月4日12時30分頃、ニューイングランド沖合にて突風に巻き込まれて墜落し、生存者3名のみで乗員73名が死亡する事故となり、これは飛行船史上最悪の死亡事故となった。天候を無視した過酷な訓練が原因とされる。この墜落事故によって同乗していたウィリアム・A・モフェット海軍少将（“アメリカ海軍航空隊の父”と呼ばれる人物だった）も殉職した。生存者4名は現場に居合わせたドイツの船により救出されたが、そのうち1名は後日亡くなった。死亡者が多数であった原因には、任務上、洋上長時間飛行が前提であったにもかかわらず、乗組員用の救命胴衣を搭載していなかったこと、救命いかだも1艘しか装備されておらず、またそれを使用する時間の余裕がなかったことが大きいとされる。
アクロン号の後、1935年にメイコン号も墜落事故を起こし、アメリカ海軍が所有していた大型硬式飛行船の機体は1932年に退役済みのロサンゼルス (ZR-3) を除いてすべて失われている。ヒンデンブルク号爆発事故も重なり、硬式飛行船の建造は行われることは無くなった。
その後、アクロン号の教訓からアメリカ海軍とグッドイヤー社は骨格を持たない小型の軟式飛行船の増産に着手する。それらは主に沿岸での対潜哨戒任務に用いられ、第二次世界大戦中を通じて160機以上が運用された。
アクロン号の残骸は2003年にNR-1により撮影されているが、深深度にあり、現場の透明度が低いためガーダーを撮影するにとどまっている。

## 船歴
- 1931年10月27日 就役
- 1932年
  - 2月22日 レイクハースト飛行場の格納庫で風に煽られて地面に激突し、尾翼を破損。修理に2カ月を要した。
  - 5月11日 飛行準備中に機体が急激に上昇。3人の兵士がケーブルにつかまったまま宙釣りとなり、うち2人が墜落死した。
  - 8月22日 レイクハースト飛行場の格納庫に係留中、再び尾翼を破損。修理に1カ月を要した。
- 1933年
  - 3月　同型船のメイコン（ZRS-5）が就航
  - 4月4日 12時30分頃、ニューイングランド沖合にて突風に巻き込まれて墜落。

## ギャラリー

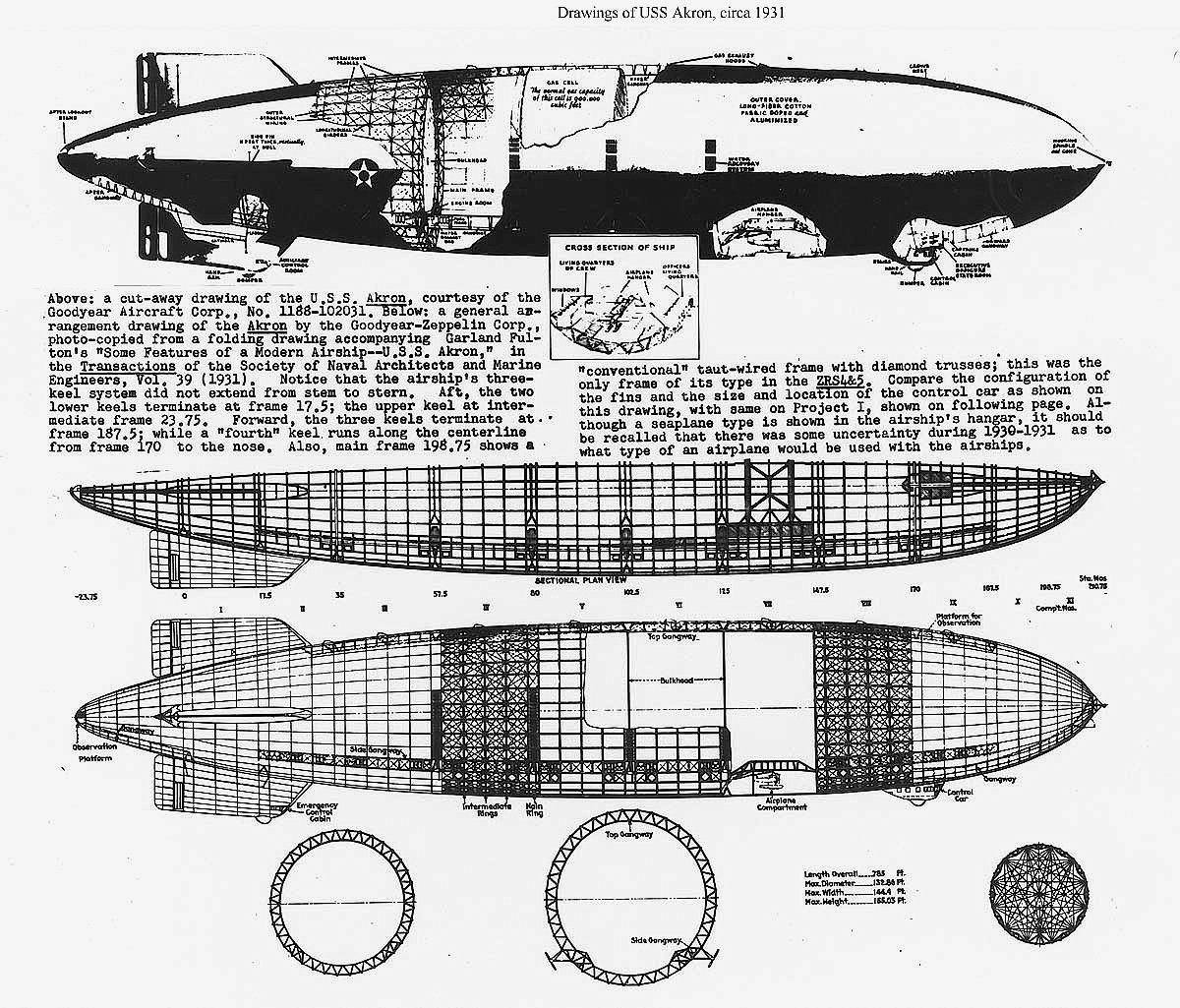
アクロンの設計概念図
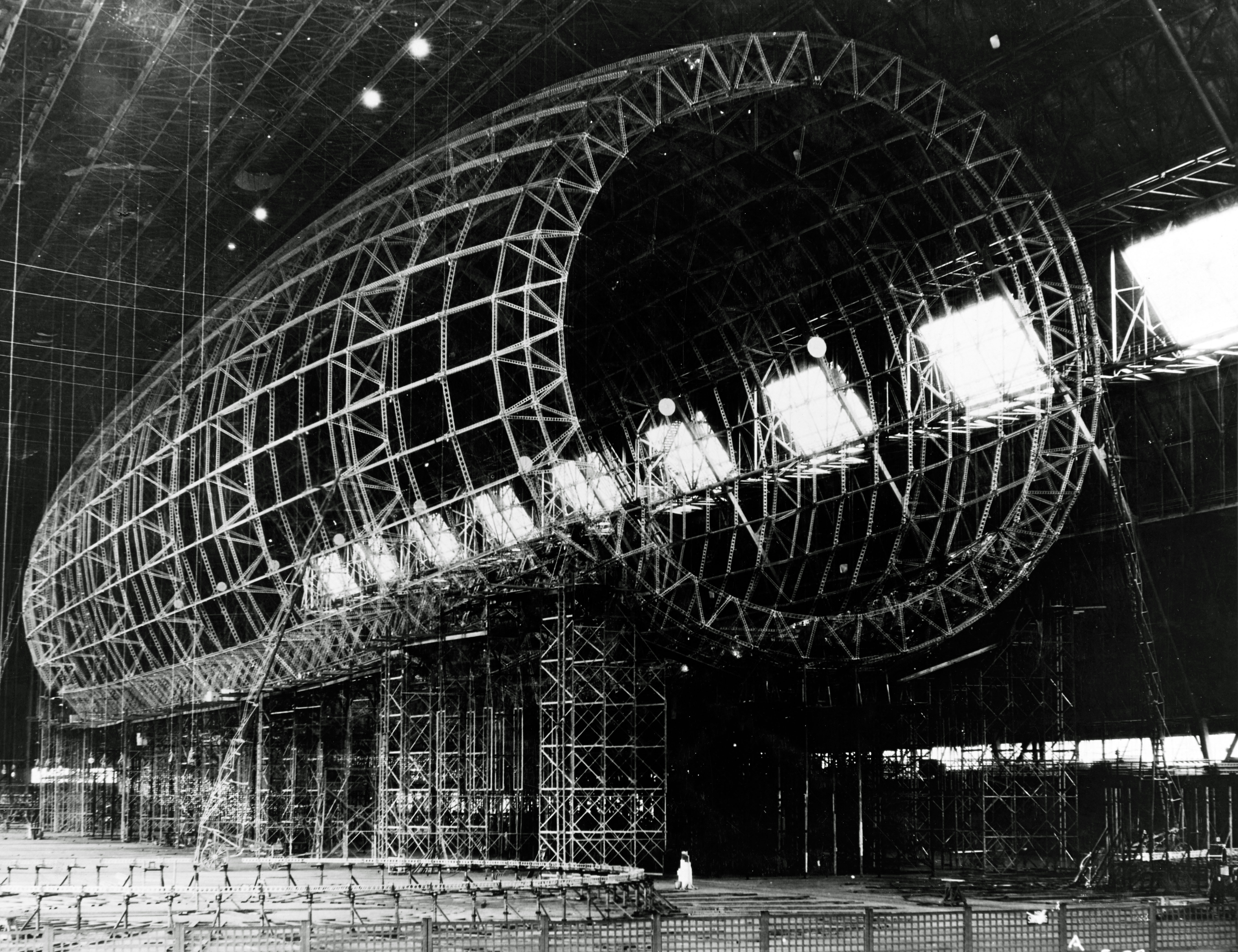
建造中のアクロン（1930年11月）
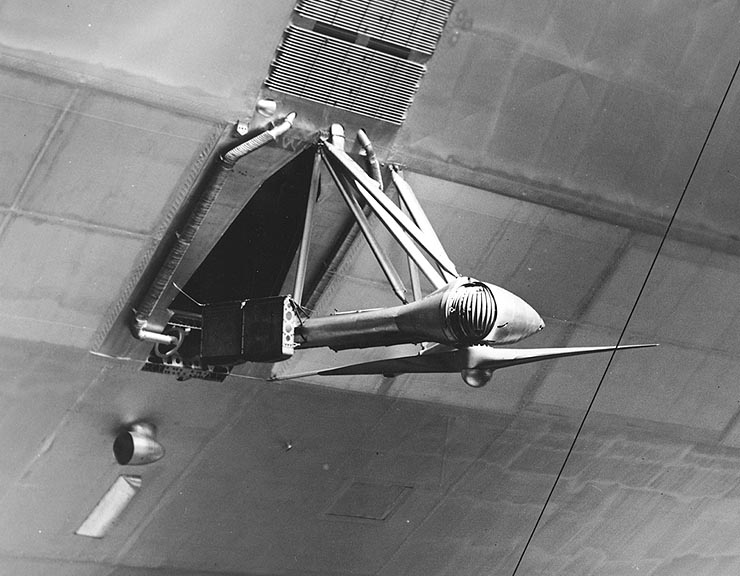
アクロンのプロペラ。この写真では水平位置にある
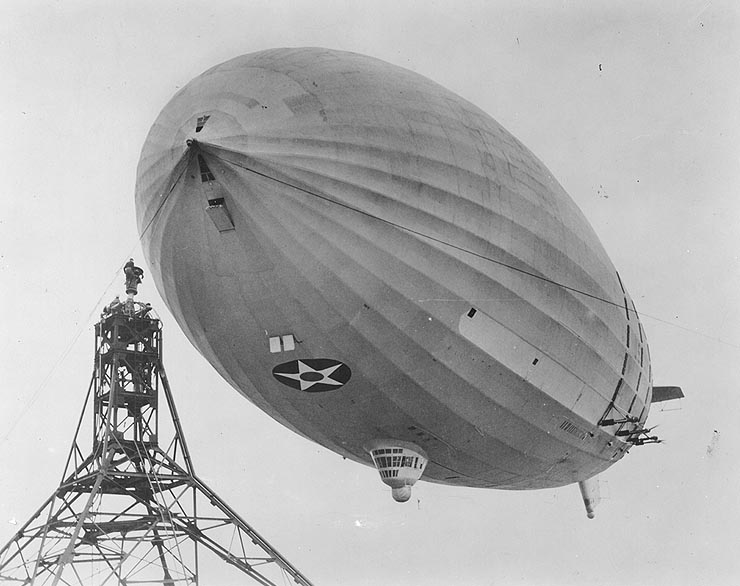
繋留塔に接近するアクロン
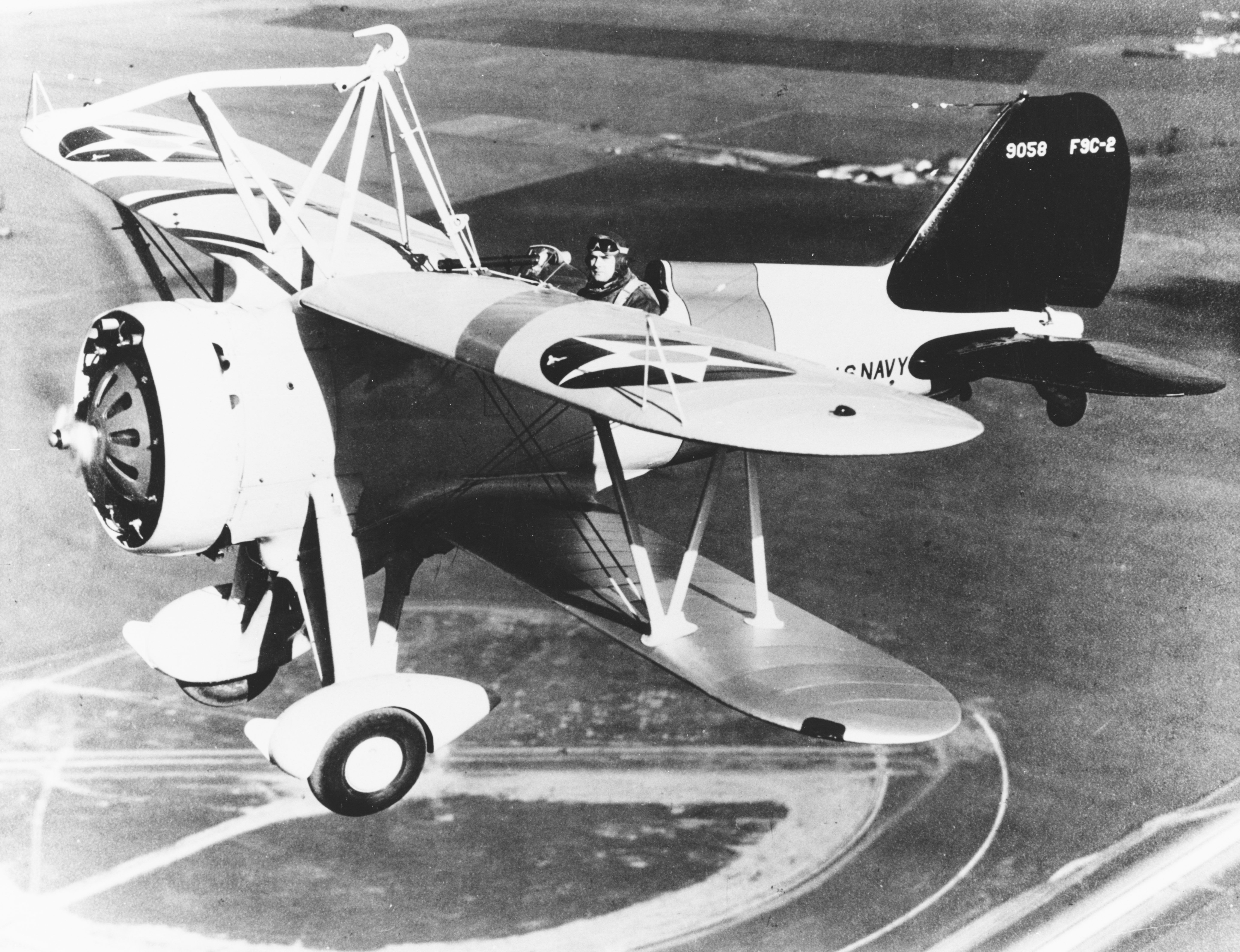
搭載機のカーチス F9C スパローホーク
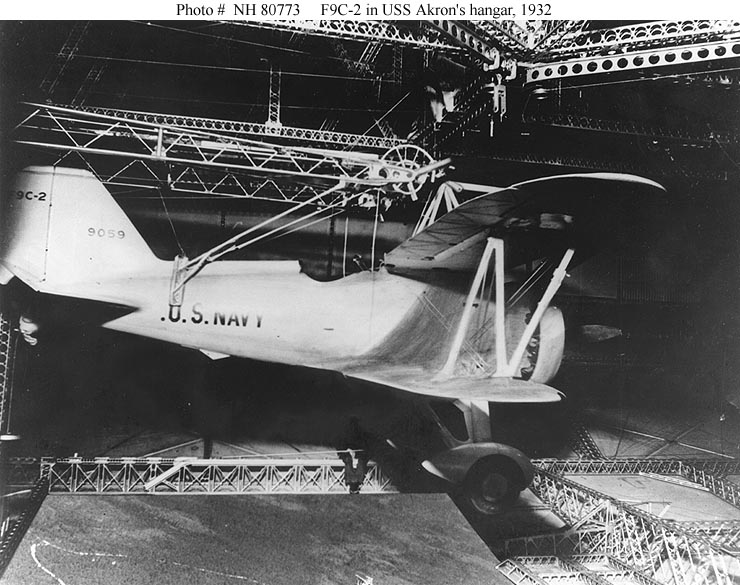
アクロン内部のハンガー。F9Cスパローホークが格納される
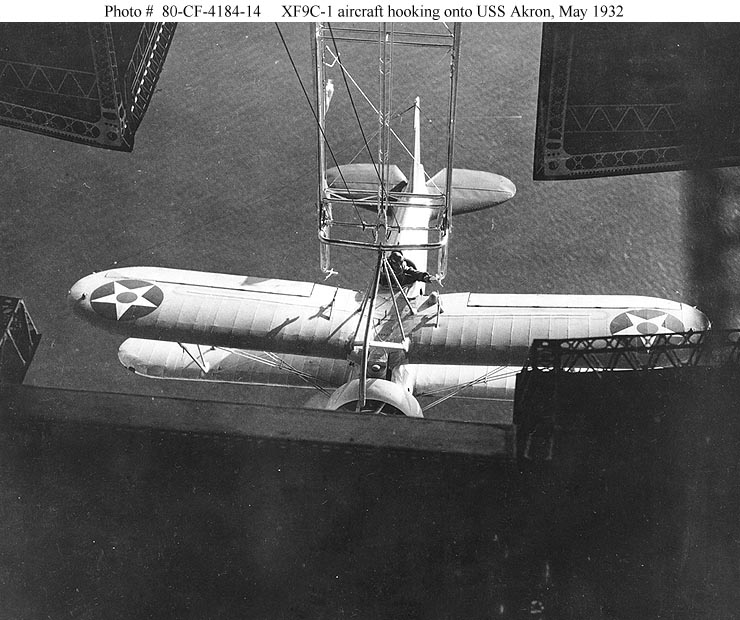
アクロンの機体下部のフックに着艦するF9C